# Paolo Oliva
Paolo Oliva (Genova, 11 ottobre 1990) è un pallanuotista italiano, portiere della Pallanuoto Trieste.

## Biografia

### Carriera pallanuotistica nei club
Cresciuto nel settore giovanile dell’Andrea Doria, (ha giocato anche nel vivaio della Pro Recco), passa al Vallescrivia. Lì l’esordio in serie A2, poi il passaggio al Modena. La sua carriera è proseguita a Imperia, Chiavari, di nuovo Andrea Doria, il salto in serie A1 con il Como e infine Sport Management, con annesso esordio in Champions League.
Nel 2016 passa a Trieste.

### Carriera pallanuotistica in nazionale
Il 31 Marzo del 2015 nella partita di World League contro la Turchia riceve la sua prima convocazione con la nazionale maggiore esordendo nel corso del quarto Tempo, collezionando così la sua prima presenza in Nazionale.
Segue la sua esperienza internazionale,
Con la convocazione alle Universiadi di Gwangju (Korea); culminata con il secondo posto alle spalle dell’Ungheria.

## Statistiche

### Presenze e reti nei club
Statistiche aggiornate al 16 gennaio 2011.
| Stagione            | Squadra             | Campionato          | Campionato | Campionato | Coppe nazionali | Coppe nazionali | Coppe nazionali | Coppe continentali | Coppe continentali | Coppe continentali | Totale | Totale |
| Stagione            | Squadra             | Comp                | Pres       | Reti       | Comp            | Pres            | Reti            | Comp               | Pres               | Reti               | Pres   | Reti   |
| ------------------- | ------------------- | ------------------- | ---------- | ---------- | --------------- | --------------- | --------------- | ------------------ | ------------------ | ------------------ | ------ | ------ |
| 2006-2007           | Vallescrivia        | A2                  | ?          | 0          |                 | -               | -               |                    | -                  | -                  | ?      | 0      |
| 2007-2008           | Vallescrivia        | A2                  | ?          | 0          |                 | -               | -               |                    | -                  | -                  | ?      | 0      |
| Totale Vallescrivia | Totale Vallescrivia | Totale Vallescrivia | ?          | 0          |                 | -               | -               |                    | -                  | -                  | ?      | 0      |
| 2008-2009           | Modena              | A2                  | ?          | 0          |                 | -               | -               |                    | -                  | -                  | ?      | 0      |
| 2009-2010           | Modena              | A2                  | ?          | 0          |                 | -               | -               |                    | -                  | -                  | ?      | 0      |
| Totale Modena       | Totale Modena       | Totale Modena       | ?          | 0          |                 | -               | -               |                    | -                  | -                  | ?      | 0      |
| 2010-2011           | Imperia             | A1                  | 12         | 0          |                 | -               | -               |                    | -                  | -                  | 12     | 0      |
| Totale carriera     | Totale carriera     | Totale carriera     | ?          | 0          |                 | -               | -               |                    | -                  | -                  | ?      | 0      |